# Pour Some Sugar on Me
«Pour Some Sugar on Me» (с англ. — «Осыпь меня сахаром») — сингл группы Def Leppard с альбома Hysteria.
Джо Эллиот сочинил эту песню в 1982 году, играя её время от времени на акустической гитаре. Для демонстрации песни группе Эллиот и Ланг записали «рабочий вариант», включавший драм-машину, запрограммированный бас и несколько акустических риффов. Благодаря своеобразной ритмичности, а также откровенным стихам, песня стала чрезвычайно популярной в стриптиз-барах Америки.
23 июля 1988 года она достигла второй строчки в Billboard Hot 100, уступив песне «Hold On to the Nights» Ричарда Маркса.
«Pour Some Sugar on Me» считается одной из фирменных песен группы и одним из главных её хитов. В 2006 году американский телеканал VH1 поставил её на второе место в списке 100 лучших песен 1980-х годов.
Также песня вошла ка саундтрек к мультсериалу «Гриффины» в серию "The Simpsons Guy".

## Музыкальный стиль
В ретроспективных оценках обозреватели относят «Pour Some Sugar on Me» к стилям глэм-метал, хард-рок, арена-рок и поп-рок с элементами индастриал-рока и электропопа.

## Производство
Ближе к концу записи альбома Hysteria, во время технологического перерыва, вокалист Джо Эллиотт стал играть на акустической гитаре рифф, придуманный им двумя неделями ранее. Продюсеру «Матту» Лангу он очень понравился и тот предложил создать его на его основе другую песню. Примерно за час они сочинили набросок песни, а в течение десяти дней группа смогла её записать. Быстрее, чем любой другой трек из Hysteria.
В 2000 году Эллиотт вспоминал, что при создании композиции вдохновлялся новаторским в тот период времени сочетанием рэпа и рока, таким как «Walk This Way» в исполнении Aerosmith и Run-DMC. Поэтому вокальная линия напоминает речитатив.
Текст песни был написан после музыки, для этого Эллиотт и Ланг разошлись по разным концам студии и записали поток сознания на пару диктофонов, пока играла фоновая дорожка. Затем они обменялись диктофонами и попытались определить, что значат слова друг друга. В посвящённом альбому эпизоде документального сериала Classic Albums Эллиотт сказал, что на плёнке Ланга он услышал фразу «любовь как бомба» на плёнке Ланга, «и это задало тон всему тексту».
Для песни было записано два вступления: в студийной версии есть «Step inside, walk this way, you and me baby, hey hey!», а затем сразу же гитара, в то время как в сингловой версии есть «love is like a bomb» и немного более длинная прогрессия.

## Приём
Несколько запоздалый успех «Pour Some Sugar on Me» (сингл появился в продаже через год после выхода альбома) помог Hysteria занять 1-е место в чарте Top Pop Albums (теперь Billboard 200), в период ротации трека уровень продаж лонгплея достиг четырёх миллионов копий. Песня достигла 2-го места в американском чарте Billboard Hot 100, 18-го места в британском чарте синглов и 26-го места в австралийском чарте синглов.
В 1999 году MTV поставил «Pour Some Sugar on Me» на 82-е место в подборке «100 лучших видео всех времён». В 2006 году VH1 разместил песню на 2-е место в своём списке «100 величайших песен 80-х».
В 2012 году из-за конфликтов по поводу роялти со своей звукозаписывающей компанией относительно прибыли от онлайн-продаж группа перезаписала песню вместе с «Rock of Ages» под названием «Pour Some Sugar on Me 2012» и выпустила обе песни в цифровом формате в июне 2012 года.

## Музыкальное видео
Было снято два разных музыкальных видеоклипа на песню. В первой версии (режиссёром которой выступил Рассел Малкэхи) группа играет в заброшенном ирландском особняке (дом Маунт-Меррион в Стиллоргане, Дублин), пока его сносят шар-бабой, а роль крепкой строительницы с кувалдой исполняет Розмари Хендерсон, которая в то время выступала на детском телевидении в субботу утром в Ирландии.
Снятое до того, как песня стала хитом в США, второе видео, в котором группа просто исполняет песню вживую, было выпущено для американского MTV. Американский клип (режиссёр Уэйн Айшем) был смонтирован из полноформатного видео-релиза группы 1989 года, Live: In the Round, in Your Face, записанного в феврале 1988 года в Макниколс Спортс-арене в Денвере, штат Колорадо.

## Позиции в хит-парадах
Еженедельные чарты:
| Год                                 | Хит-парад                                    | Высшая позиция | Пребывание в чарте |
| ----------------------------------- | -------------------------------------------- | -------------- | ------------------ |
| 1987–1989                           |                                              |                |                    |
| Австралия (ARIA)                    | 26                                           | 8 недель       |                    |
| Великобритания (UK Albums Chart)    | 18                                           | 6 недель       |                    |
| Ирландия (IRMA)                     | 8                                            | 3 недели       |                    |
| Канада (RPM Singles Chart)          | 22                                           | 16 недель      |                    |
| Нидерланды (Single Top 100)         | 94                                           | 3 недели       |                    |
| Новая Зеландия (Recorded Music NZ)  | 16                                           | 11 недель      |                    |
| США (Billboard Hot 100)             | 2                                            | 24 недели      |                    |
| США (Billboard Mainstream Rock)     | 25                                           | 11 недель      |                    |
| Финляндия (Suomen virallinen lista) | 27                                           | нет данных     |                    |
| ФРГ (GfK)                           | 50                                           | 7 недель       |                    |
|                                     |                                              |                |                    |
| 2019                                | США (Billboard Hot Rock & Alternative Songs) | 10             | 4 недели           |

Годовые чарты:
| Год  | Хит-парад                           | Позиция |
| ---- | ----------------------------------- | ------- |
| 1988 | США (Billboard Top Popular Singles) | 19      |

## Сертификации
| Регион | Сертификация | Продажи  |
| --- | ------------ | -------- |
| Великобритания (BPI) | Платиновый   | 600 000  |
| США (RIAA) | Золотой      | 500 000* |
| * Данные о продажах приведены только на основе сертификации. · Данные о продажах + прослушиваниях приведены только на основе сертификации. |              |          |